# 湯普森鎮區 (阿肯色州派克縣)
湯普森鎮區（英語：Thompson Township）是位於美國阿肯色州派克縣的一個行政鎮區。

## 地方資料
湯普森鎮區的面積為204.55平方千米，當中陸地面積為199.24平方千米，而水域面積為5.31平方千米。根據2010年美國人口普查的數據，當地共有人口2424人，而人口密度為每平方千米11.85人。